# Costești, Hîncești
Costești este un sat din cadrul comunei Ivanovca din raionul Hîncești, Republica Moldova.

## Istorie
Satul Costești este menționat documentar în 1609:
„7118 <1609>, octombrie 5.

Zapis dela Ioan Blehan șoltuzul și 12 pârgari, din târgul Lăpușnei, precum Mihăilă, fiul Dușcăi din Costești, nepot lui Maxim de acolo, au vândut a lui dreaptă moșie, numai partea lui, ci se va alege din sat, din Costeștii, și așijdire iarăși au mai vândut, ci se va alege a lui parte, din partea unchiului său Blagăi Stărpu, iarăși dintr'acel sat. Aceste au vândut lui Ioan Cogâlnician diacului, drept 25 taleri de argint.”

## Demografie

### Structura etnică
Structura etnică a localității conform recensământului populației din 2004:
| Grup etnic                    | Populație | % Procentaj |
| ----------------------------- | --------- | ----------- |
| Ucraineni                     | 181       | 51,86%      |
| Băștinași declarați Moldoveni | 161       | 46,13%      |
| Ruși                          | 3         | 0,86%       |
| Bulgari                       | 1         | 0,29%       |
| Alții                         | 3         | 0,86%       |
| Total                         | 349       |             |